# كأس المكسيك 1952–53
كأس المكسيك 1952–53 (بالإسبانية: Copa México 1952-53)‏ هو الموسم 37 من كأس المكسيك. أشرف على تنظيمه اتحاد المكسيك لكرة القدم، وكان عدد الأندية المشاركة فيه 12، وفاز فيه نادي بويبلا.